# Haggerston
Haggerston es una localidad situada en el este de Londres, Inglaterra, aproximadamente centrada en Great Cambridge Street (ahora renombrada a Queensbridge Road). Está dentro del distrito londinense de Hackney y se considera parte del East End de Londres.  Está a unos 5 km (3,1 millas) al noreste de Charing Cross. Es parte del condado tradicional de Middlesex, pero para fines administrativos fue parte del Condado de Londres tras la aprobación de la Ley de Gobierno Local de 1888, luego se convirtió en parte del Gran Londres en 1965.
Los barrios adyacentes son Dalston (al norte), Hoxton (al oeste) y Bethnal Green (al sureste). Históricamente, Haggerston formó parte del distrito de Shoreditch y se dividió en las siguientes parroquias eclesiásticas: Todos los Santos, San Chad, San Columba, Santa María, San Pablo, San Agustín y San Esteban.
En 1965, el distrito metropolitano de Shoreditch se convirtió en parte del nuevo distrito londinense de Hackney. Hay una sala electoral llamada Haggerston dentro del distrito. En la década de 1990, varias de las urbanizaciones más deterioradas de la zona fueron renovadas y algunos edificios públicos en desuso se convirtieron en comunidades privadas. En 2010, la estación de tren de Haggerston volvió a abrir, un poco al norte de la estación original.

## Historia
Haggerston se registró por primera vez en el Domesday Book como Hergotestane, posiblemente de origen vikingo, y una aldea periférica de Shoreditch. En el mapa de Hacney de 1745 de Rocque, el pueblo se mostró como Agostone pero en el siglo XIX se había convirtió en Haggerstone, y en parte de la creciente expansión urbana, con fábricas y calles de casas de trabajadores que bordean el canal.

## Actualidad
La proximidad a Hoxton y Shoreditch ha hecho que el área sea popular entre estudiantes y trabajadores en las industrias creativas, ya que estas áreas cercanas se han vuelto más caras. En los últimos años, el aumento de los precios inmobiliarios ha llevado a las galerías de arte comerciales más al este de Londres, lo que ha exacerbado este efecto. Por la misma razón, Haggerston ha estado atrayendo nuevas empresas tecnológicas sobre Silicon Roundabout en Old Street, algunas personas la llaman el área "Hackerston".
La escasez de plazas en la escuela secundaria ha hecho que el área sea menos atractiva para las familias, pero es probable que esto cambie con la construcción de una Academia de la Ciudad en la calle Laburnum.

## Gobiernos
La Sala electoral de Haggerston forma parte de la circunscripción de Hackney South y Shoreditch. El barrio regresa tres concejales al Consejo de Hackney, con una elección cada cuatro años. En las elecciones del 6 de mayo de 2010, Ann Munn, Jonathan McShane y Barry Buitekant, todos candidatos del Partido Laborista, fueron devueltos. La participación fue del 54 por ciento; con 5.006 votos emitidos.

## Educación
Las escuelas secundarias en el área incluyen a Haggerston School y The Bridge Academy.

## Monumentos
La Haggerston School es un edificio catalogado de grado II, diseñado por el arquitecto modernista Ernő Goldfinger y construido en 1964–65.

## Transporte
Estaciones de tren
```
    Estación de Haggerston, servida por London Overground.
```

Caminar y andar en bicicleta
El camino de sirga del Canal Regents es de fácil acceso para peatones y ciclistas. Proporciona acceso a Victoria Park al este e Islington al oeste.

## Arte
El condenado Haggerston y Kingsland Estate estaba programado para la demolición en la década de 1990, pero el proceso no se puso en marcha hasta otros 20 años. En 2009, los artistas Andrea Luka Zimmerman y Lasse Johansson, que vivían en Haggerston Estate en Dunston Road, crearon el proyecto I AM HERE, colocando en el edificio grandes fotografías de retratos de los residentes de la finca que estaban a punto de mudarse para que el edificio pudiera ser demolido. Estos estaban enfrente del Canal del Regente y eran populares entre los transeúntes. El proyecto cayó en abril de 2014.
En 2015 se completó un largometraje Estate, un Reverie (83 minutos, Zimmerman) sobre el estado de Haggerston. Filmado durante siete años, Estate, un Reverie revela y celebra la capacidad de recuperación de los residentes que son profundamente ignorados por las representaciones de los medios y las respuestas sociales más amplias. La película fue nominada para varios premios, incluidos los premios Grierson 2015.
En el estado de Kingsland en Whiston Road, el pintor egipcio Nazir Tanbouli creó el proyecto "La tierra del rey" donde, en el espacio de cuatro meses, cubrió todos los edificios del estado condenado con murales. El Kingsland Estate fue demolido a finales de 2013.

## Hermanitas de Jesús
Las Hermanitas de Jesús son una comunidad católica de hermanas religiosas inspiradas en la vida y los escritos de Carlos de Foucauld, fundada en Argelia en 1939 por la Hermana Magdeleine de Jesús (Madeleine Hutin). Han tenido una comunidad de Hermanas en su piso del consejo en el piso 13 de Fellows Court Tower Block en Weymouth Terrace, Haggerston desde 1989.